# Pseudorhiza bruniana
Pseudorhiza bruniana är en orkidéart som först beskrevs av Christian Georg Brügger, och fick sitt nu gällande namn av Peter Francis Hunt. Pseudorhiza bruniana ingår i släktet Pseudorhiza och familjen orkidéer. Inga underarter finns listade i Catalogue of Life.